# La Atalaya (poblado)
La Atalaya fue un poblado de carácter minero perteneciente al municipio español de Minas de Riotinto, en la provincia de Huelva. El núcleo de población se fue formando durante el último tercio del siglo XIX y estuvo muy ligado a la explotación minera de Corta Atalaya, situación que se mantuvo hasta su derribo en 1970. En la actualidad el poblado se encuentra desaparecido en su mayor parte.

## Historia
En 1873 la Rio Tinto Company Limited (RTC) adquirió las minas de Riotinto, iniciándose una espectacular expansión de las actividades mineras y metalúrgicas en la zona. Esto conllevó un aumento considerable de la mano de obra necesitada para desarrollar las labores y, en consecuencia, un aumento de la población en la cuenca. Entre 1883 y 1888 fueron articulándose una serie de poblados obreros de nueva creación: Alto de la Mesa, El Valle, La Atalaya, La Naya, Río Tinto-Estación o La Dehesa. La RTC se planteó como un problema el traslado de los trabajadores desde sus hogares hasta el puesto de trabajo. 
Teniendo en cuenta únicamente premisas económicas, la RTC planificó la construcción de viviendas donde ya los mineros habían construido insalubres chozas para pernoctar cerca del lugar de trabajo. De esta forma, la compañía se limitó a sustituir las chozas o cabañas por edificaciones más duraderas, construyendo barriadas en el lugar elegido por los mineros. En la zona de La Atalaya se comenzó con la construcción de un poblado de 100 viviendas, de 45 metros cuadrados cada una, si bien se economizaron los costes y se redujeron las necesidades de alojamiento hasta su mínima expresión. Esta aldea se levantó para la explotación subterránea de Filón de San Dionisio, que en 1907 pasaría a ser el yacimiento a cielo abierto Corta Atalaya.
En poco tiempo el número de habitantes en esta primitiva aldea aumentó. Aunque RTC los dotó de ciertos servicios, los problemas de vivienda fueron crónicos y por lo general imperó la carencia de salubridad y servicios básicos. La Atalaya ha sido considerado uno de los núcleos de población más desfavorecidos de toda la cuenca minera a comienzos del siglo XX. En 1970 se aprobó un ambicioso proyecto para la ampliación de Corta Atalaya, en el cual se contemplaba la destrucción del poblado. Un año más tarde el proyecto fue llevado a cabo y, tras haber realojado a los habitantes en Alto de la Mesa, El Valle o en Nerva, se demolieron todas sus viviendas. En la actualidad, aún se pueden observar las fantasmales ruinas del colegio de esta aldea, al oeste de la Corta.

## Características
La compañía dotó a este núcleo de plaza pública, capilla, almacén de comestibles, casino, escuela, cuartel de la Guardia Civil, etc. Esta barriada albergó a una parte de la población de trabajadoras de Riotinto durante casi un siglo. En 1910 se produjo el mayor índice de crecimiento de La Atalaya según los registros del censo:
| Año       | 1888 | 1900 | 1910 | 1920 | 1930 | 1940 | 1950 |
| Población | 823  | 1272 | 1472 | 1105 | 1238 | 1009 | 662  |